# Vladimír Malíšek
Vladimír Malíšek (* 23. dubna 1933 Olomouc) je český fyzik, pedagog a spisovatel.
Je autorem odborně zpracované biografie Isaaca Newtona. Kromě vlastní tvorby překládá ruskou fyzikální literaturu. Přednáší fyziku na Univerzitě Palackého v Olomouci a působí jako předseda pobočky Jednoty českých matematiků a fyziků v Olomouci.

## Dílo
- 1966 - Vibrační spektroskopie (spolu s Miroslavem Millerem), SNTL, Praha
- 1969 - Vývoj názorů na podstatu světla (spolu s Jitkou Hniličkovou), Ústav pro pedagogického vzdělávání na UK
- 1970 - Základní pojmy fyziky tepla, SPN, Praha
- 1970 - Vibration spektroskopie, Iliff Books, Londýn (do angličtiny přeložil Jaroslav Havel)
- 1973 - Vývoj názorů o světle (spolu s Jitkou Hniličkovou), SPN, Praha
- 1981 - Úvod do optické spektroskopie, Univerzita Palackého, Olomouc
- 1983 - Dějiny matematiky a fyziky v obrazech (Soubor 2), Jednota čs. matematiky a fyziky
- 1986 - Co víte o dějinách fyziky, Horizont, Praha,
- 1993 - Tahák z matematiky k přijímacím zkouškám na střední školy, Aquarel, Prostějov
- 1999 - Isaac Newton - Zakladatel teoretické fyziky, ISBN 8071961361, Prometheus, Praha

## Překlady
- 1975 - Lev Davidovič Landau, IK Kitajgorodskij: Fyzika pro každého: Mechanika, termika, Horizont, Praha
- 1975 - Alexandr Iljič Ahiezer: Vývoj fyzikálního obrazu světa, Praha, SPN
- 1979 - Michail Vladimirovič Volkenštejn: Křižovatky vědy, Horizont, Praha
- 1979 - Vitalij Isaakovič Rydnik: Zákony světa atomů, Panorama, Praha